# جاك دي لونغويون

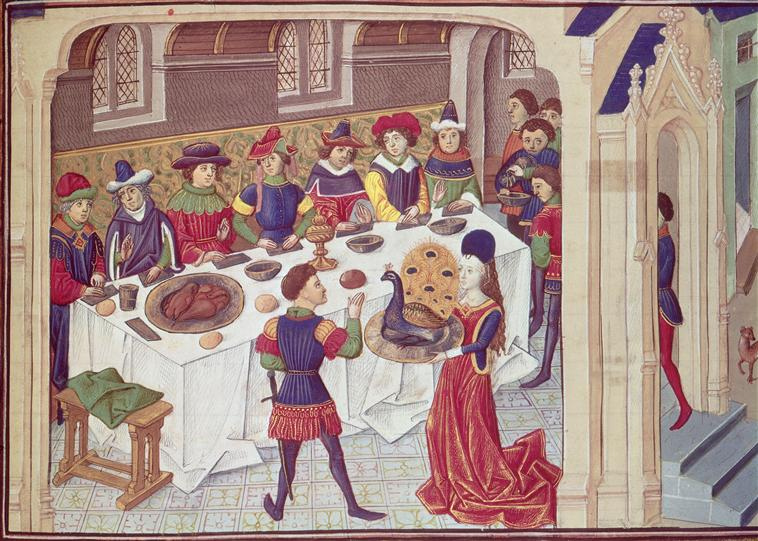
مأدبة الطاووس ، مشهد من مخطوطة "نذور الطاووس"

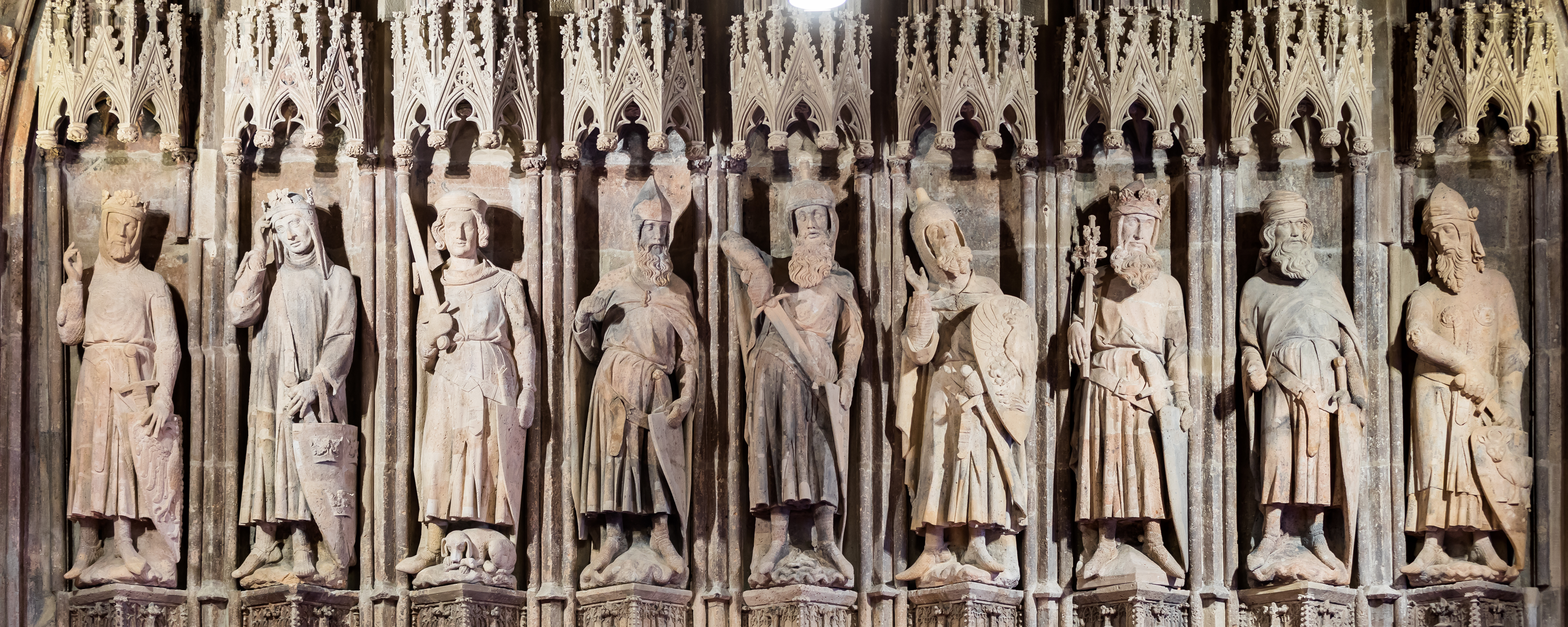
التسعة المستحقون

جاك دي لونغويون (بالفرنسية: Jacques de Longuyon)‏ من لورين هو مؤلف أغاني البطولة لي فو دو باون ("نذور الطاووس") ، الذي كتبه تيبو دي بار، أسقف لييج عام 1312. كانت واحدة من أكثر الرومانسيات شعبية في القرن الرابع عشر، وتقدم مفهوم تسعة يستحقون.

## المؤلفات
- إدوارد بيلينجز هام، ثلاث مخطوطات مهملة من Voeux du Paon ، ملاحظات اللغة الحديثة (1931).

## روابط خارجية
- صور من مخطوطة Les Voeux du Paon ، مكتبة نيويورك العامة